# Nepytia fuscaria
Nepytia fuscaria är en fjärilsart som beskrevs av Barnes och Benjamin 1923. Nepytia fuscaria ingår i släktet Nepytia och familjen mätare. Inga underarter finns listade i Catalogue of Life.